# Гагайка (кряж)
Гагайка — це низький гірський хребет у Середньому Передбалкані, Ловецької області, розташований на північ від долини річки Калник (права притока Віти)
Низький гірський хребет Гагайка піднімається у зовнішній структурній смузі СередніхПередбалкан і складається з двох практично незалежних частин - західної і східної  Кичери.  Північ і північний - схід з крутими схилами, які спускаються до Угорчинської  і Ловчанської височини,  межа проходить по річках Скоков Дол  і Кам'яниці (притоки Віти). На півдні схили річок Кальник (правий приток Віти) і Лега (правий приток річки Сопот) відокремлені від північних гілок Васильовської гори і  Микреньської гори відповідно.  На заході  закінчується скелястим хребтом при ущелині Боаза на річці Віт.
Довжина пагорба із заходу на схід становить 22 км, а ширина — 2-3 км. На північ від села Сопот східний хребет Кічера розділяється з півдня на північ річкою Сопот. Найвища точка — гора Агала (523,2 м), що піднімається в хребті Кічера, в 2,5 км на північний схід від села Сопот.  Кряж Гагайка - це моноклін з північного стегна мікренської антикліналі і складається з нижньої крейди і пісковика.  Його південні схили розрізані з суходолом і урвищами.  Його хребет переважно голий, а схили зарослі невеликими дубово-грабовими лісами.
На південному підніжжі хребта розташовані села Болгарський ізвор, Васильківська махала, Сопот і Мікре, а на північному - Славшиця. 
Уздовж всього південного підніжжя хребта, протяжністю 24,3 км проходить ділянка дороги першого класу № 4  мережі ДА "Ябланица" - Велико-Тирново - Шумен і на північно-східному підніжжі  уздовж дороги на 7,8 км пролягае траса № 307 Луковит - Угирчин - Мікре.
За проектом на західному слоні по кряжу пройде ділянка автомагістралі "Хемус".

## Топографічна карта
- Аркуш карти K-35-25. Масштаб: 1 : 100 000.
- Аркуш карти K-35-26. Масштаб: 1 : 100 000.